# Грос-Герау
Грос-Герау (нем. Groß-Gerau) — город в Германии, районный центр, расположен в земле Гессен. Подчинён административному округу Дармштадт. Входит в состав района Грос-Герау.  Население составляет 23 409 человек (на 31 декабря 2010 года). Занимает площадь 54,47 км². Официальный код — 06 4 33 006.

## Города-побратимы
- Бриньоль, Франция (1959)
- Брунико, Италия (1959)
- Тилт, Бельгия (1959)
- Шамотулы, Польша (2000)

## Фотографии

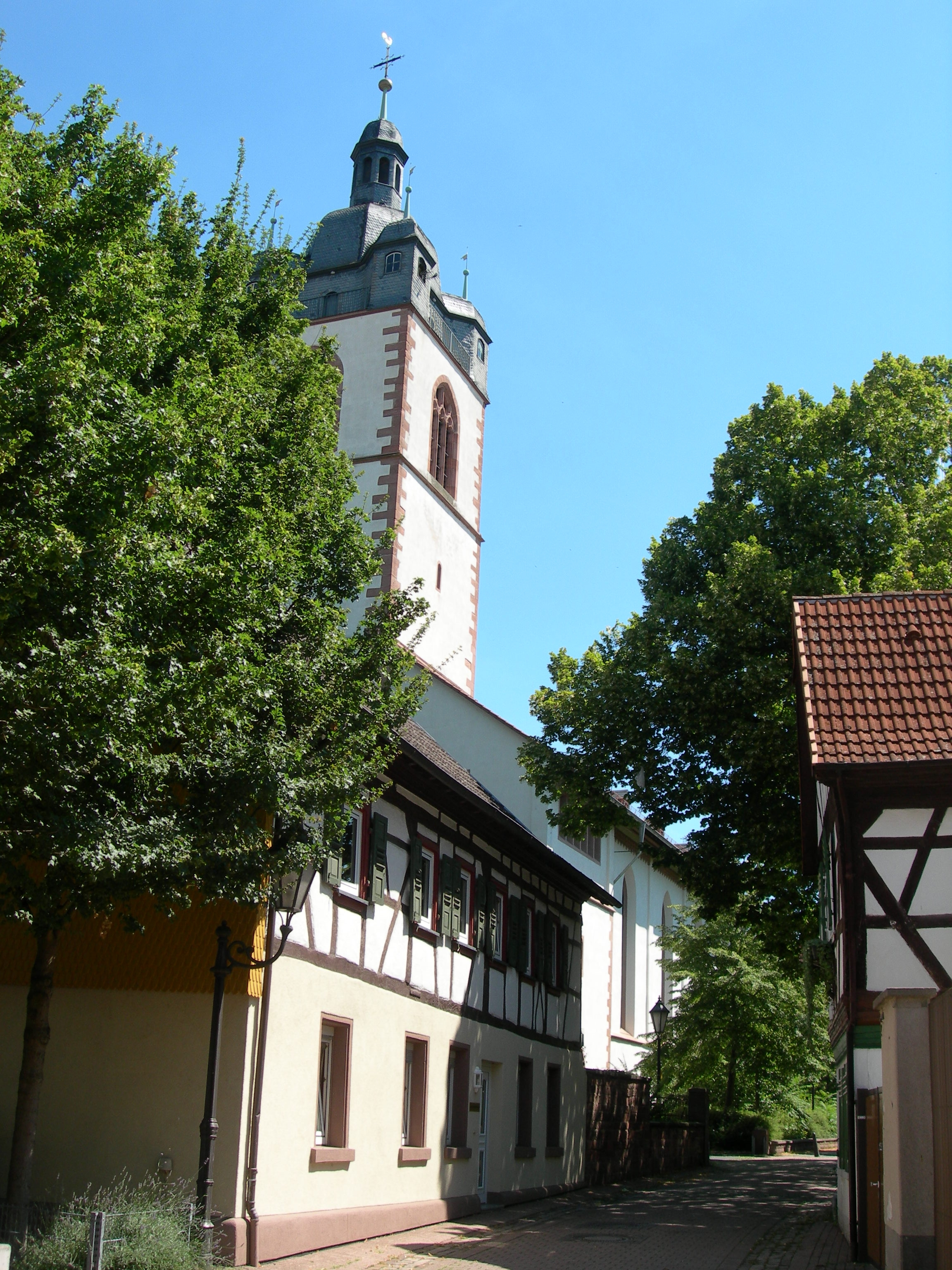
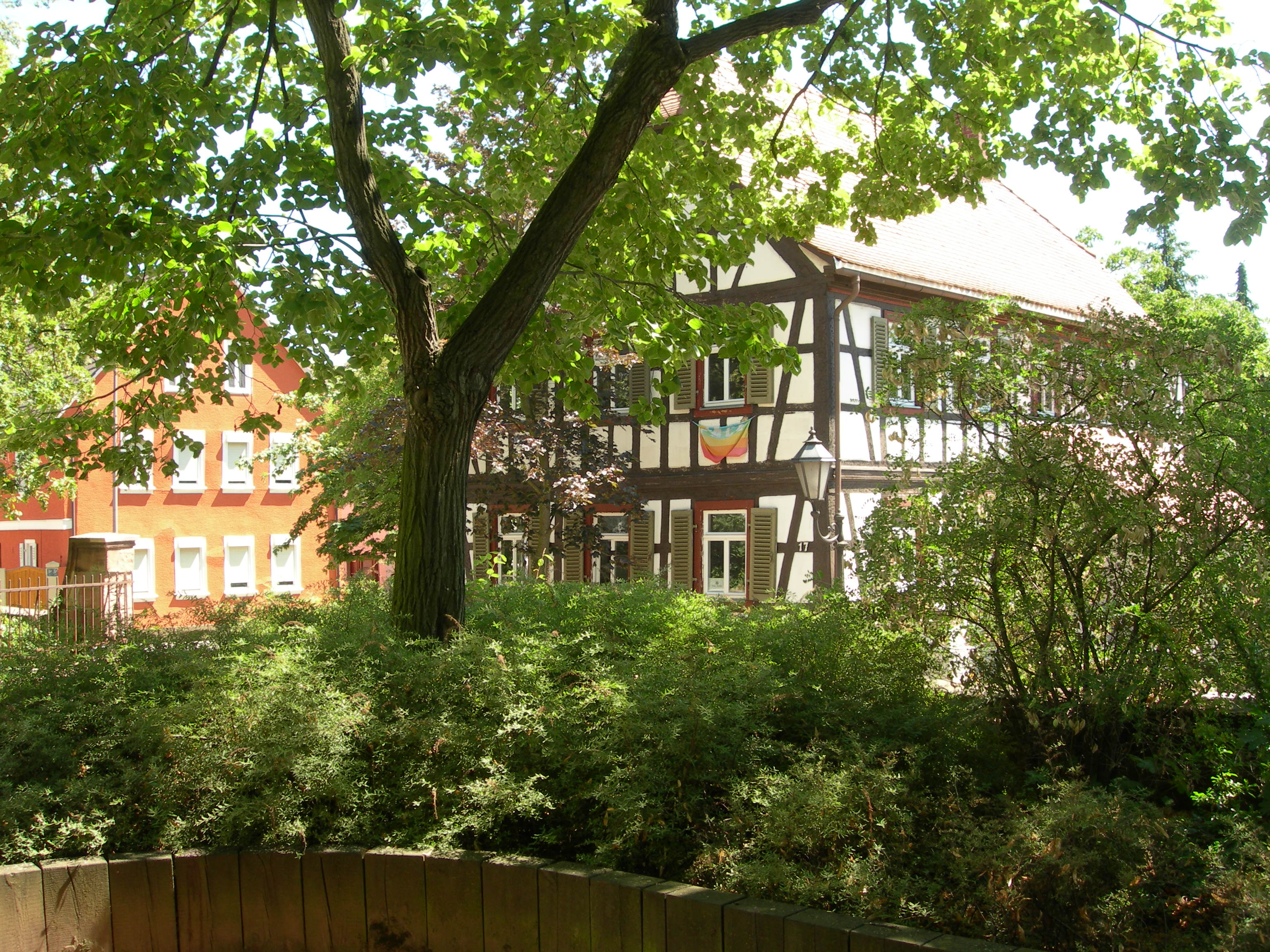
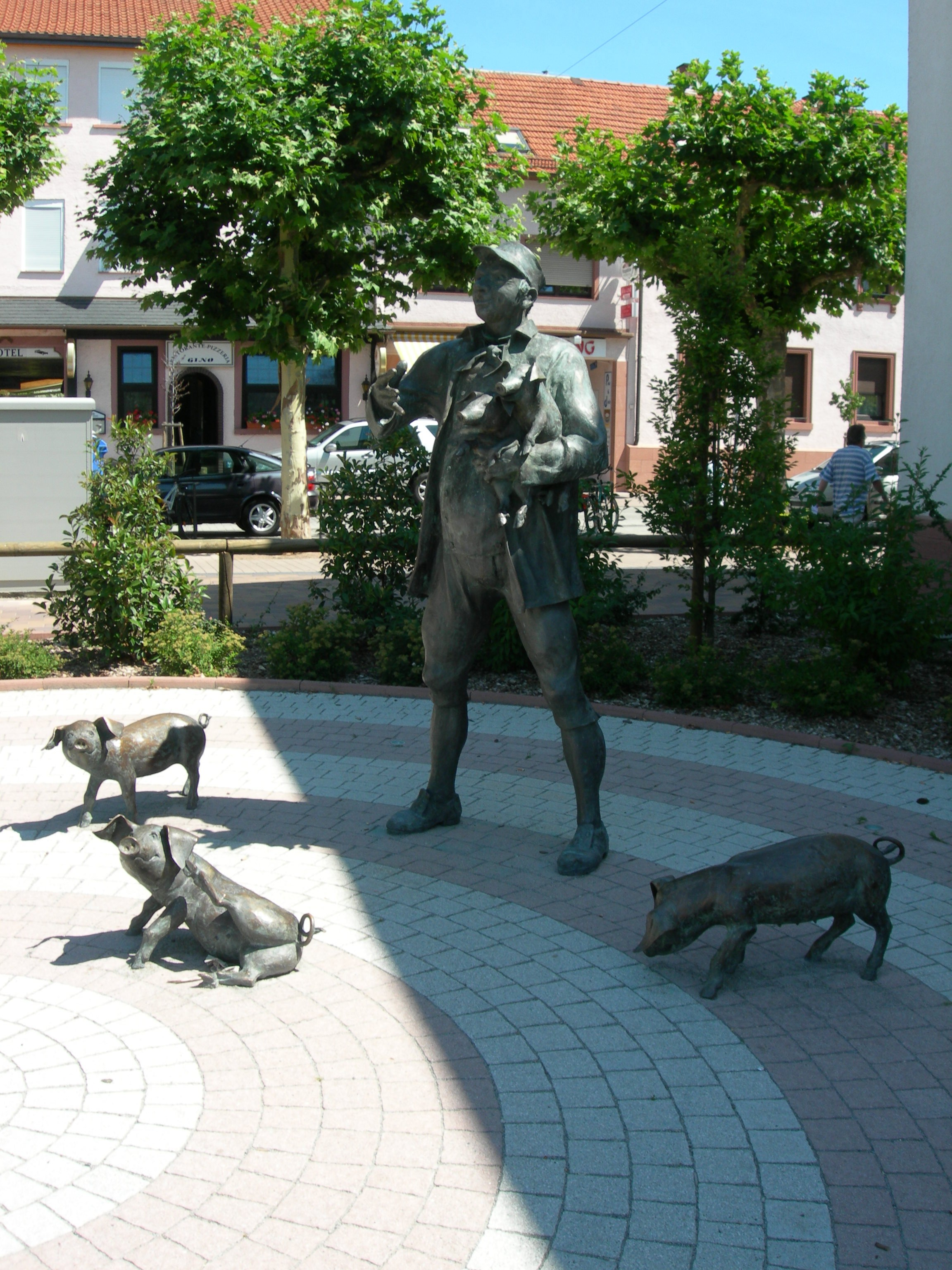
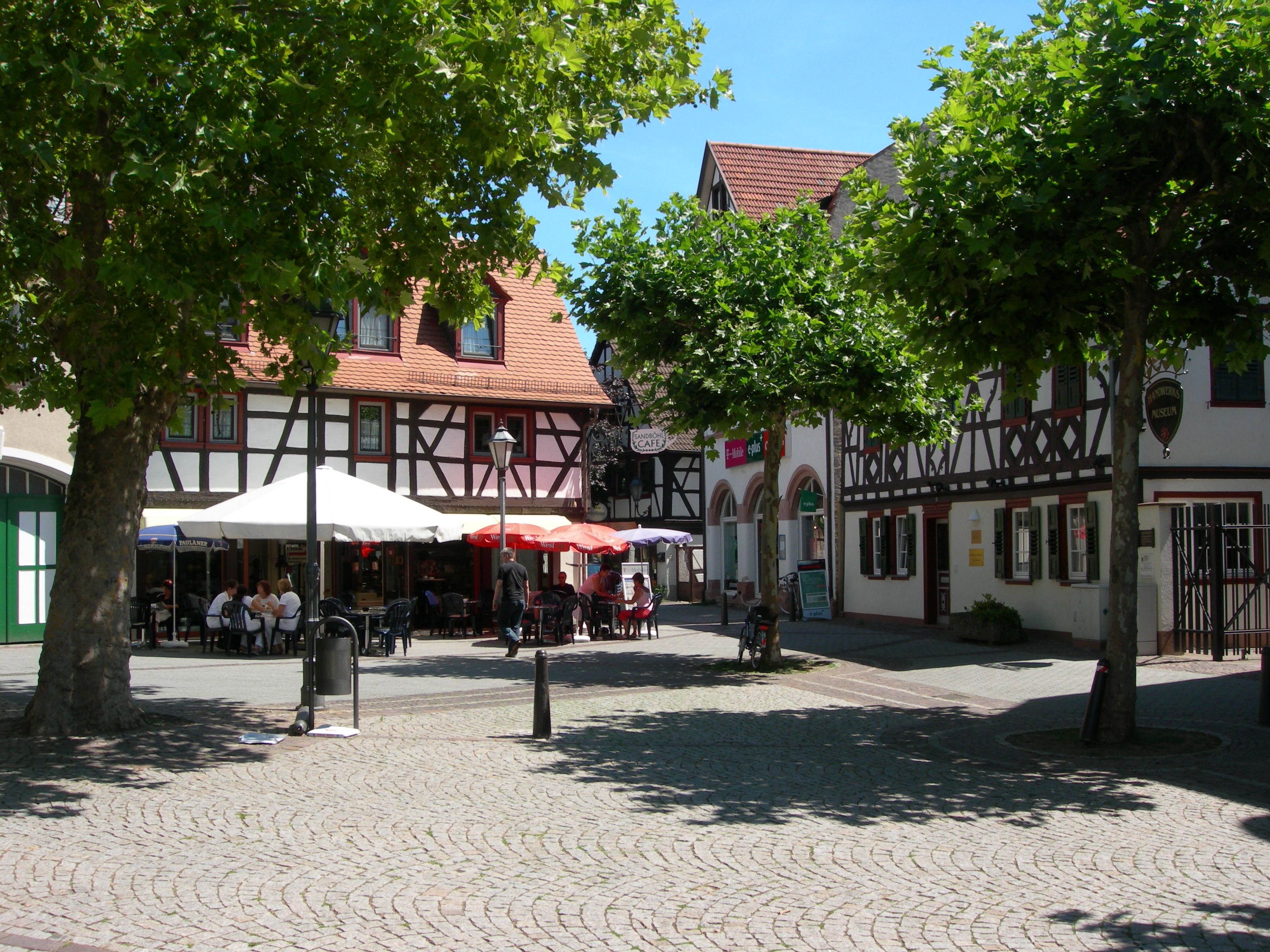
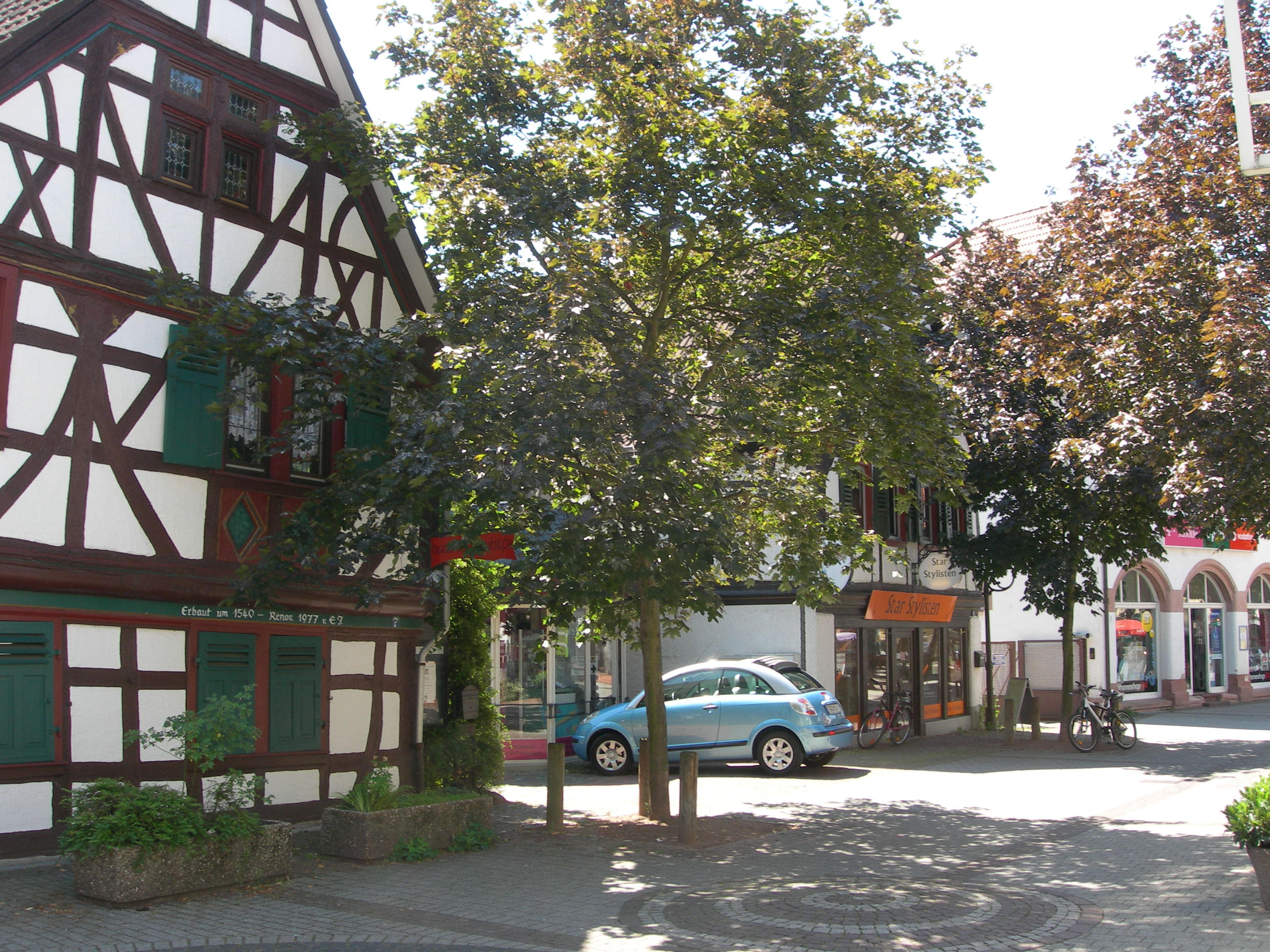
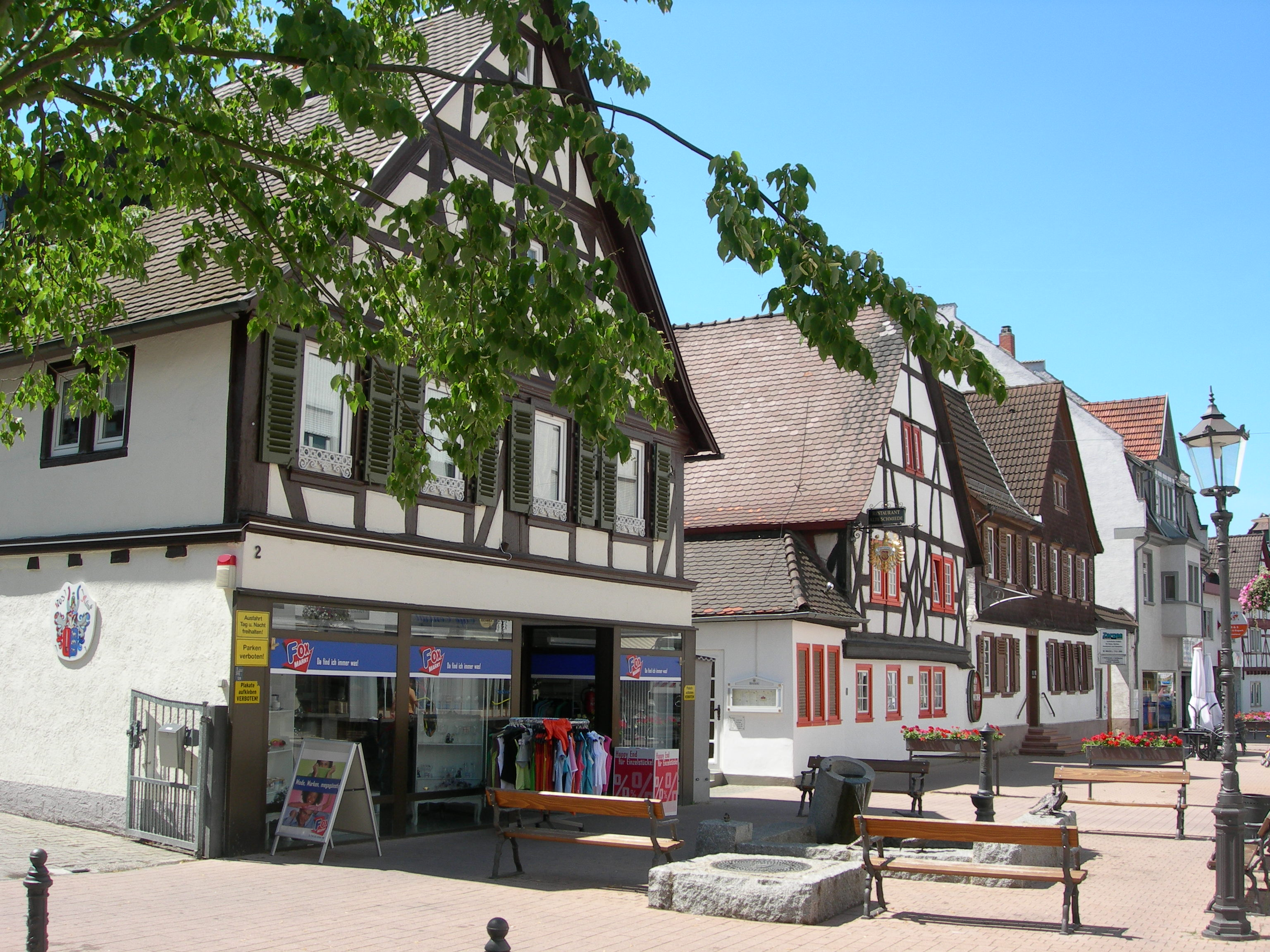
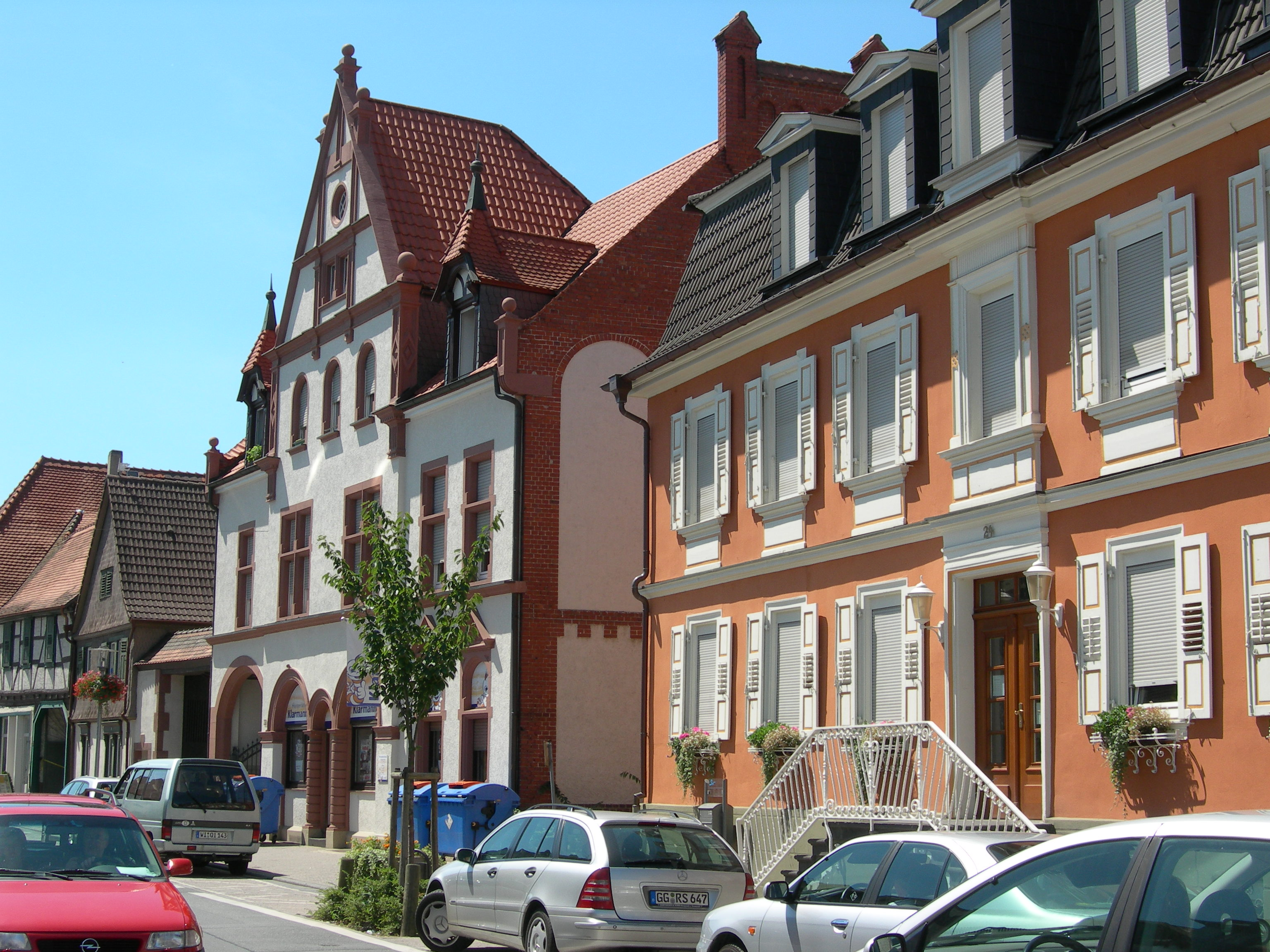
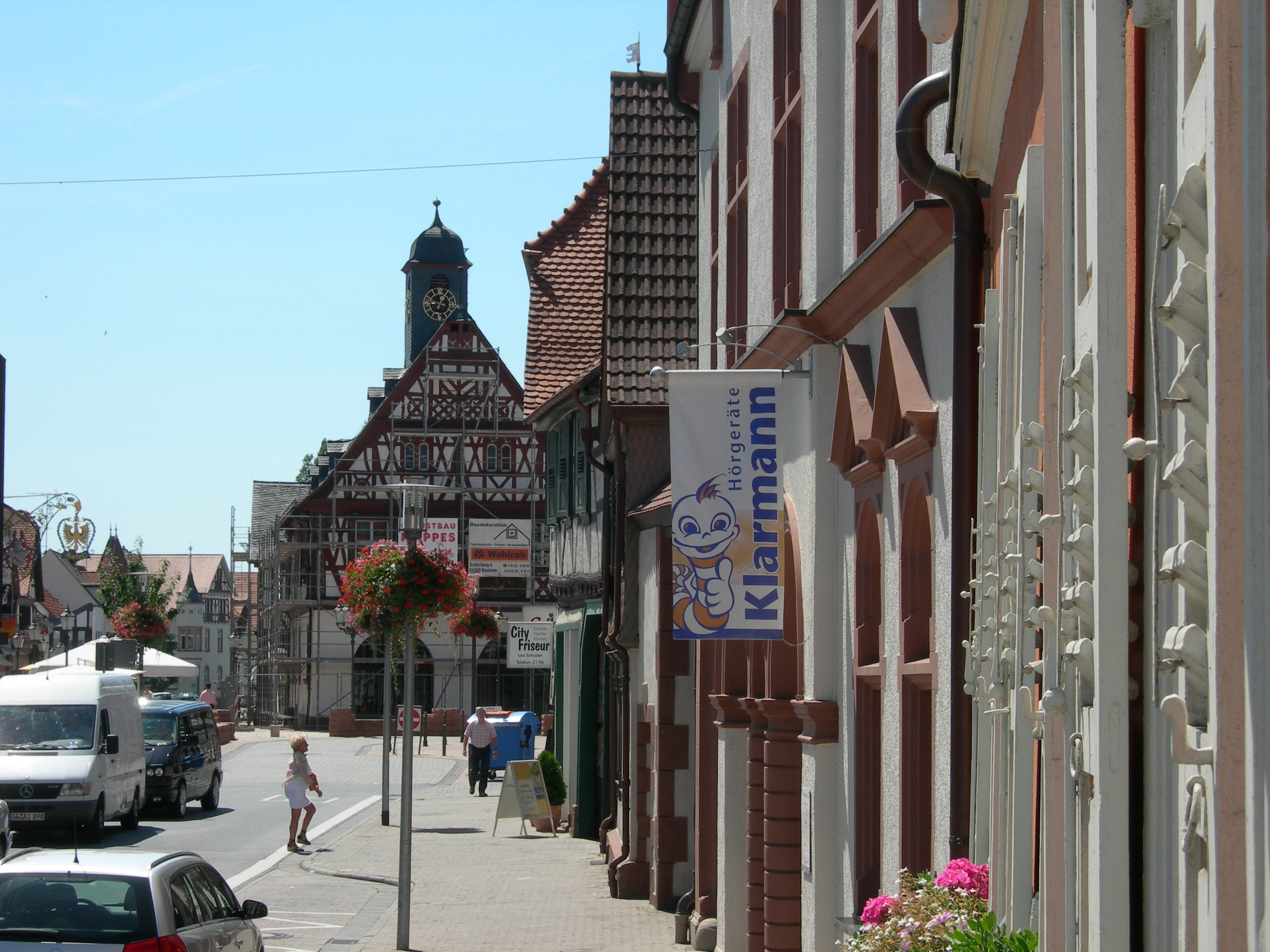